# Borstenkopfpapagei
Der Borstenkopfpapagei (Psittrichas fulgidus) auch Borstenkopf ist eine große Papageienart aus Neuguinea. Er ist der einzige Vertreter der Gattung Psittrichas.
Andere Bezeichnungen sind Pesquet`s Parrot, Vulturine Parrot und Dracula Parrot.

## Erscheinungsbild

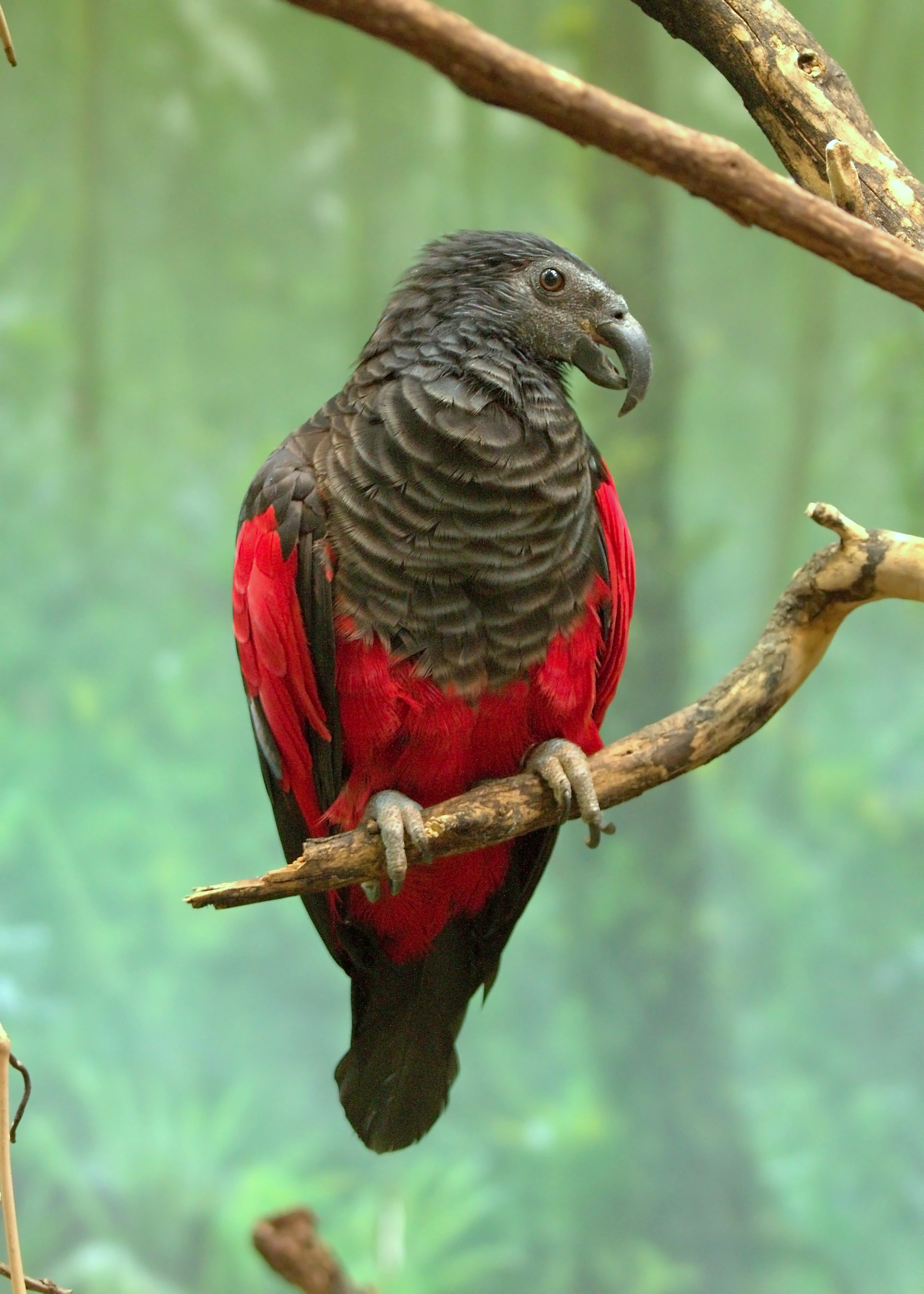
Borstenkopfpapagei

Der Borstenkopfpapagei erreicht eine Körperlänge von beinahe 50 cm. Sein Federkleid ist größtenteils dunkelgrau bis schwarz gefärbt. Die Schultern, die Flügelunterseite, der untere Bauchbereich und die Schenkel weisen jedoch eine leuchtend rote Färbung auf. Bauch- und Brustfedern sind hellgrau gesäumt. Die namensgebenden borstenartigen Federn befinden sich am Vorderkopf. Auf den Wangen findet man ein dunkelgraues ungefiedertes Dreieck. Die Geschlechter kann man nur anhand einiger roter Federn hinter dem Auge des Männchens unterscheiden. Der schwarze Schnabel ist schmal, kräftig und leicht gekrümmt. Dies verleiht dem Borstenkopfpapagei ein geierähnliches Aussehen, was auch zur englischen Bezeichnung Vulturine Parrot geführt hat. Ein weiteres Merkmal ist die rote Iris.

## Lebensraum
Borstenköpfe sind endemisch in den tropischen Regenwäldern von Neuguinea. Dort bewohnt er hauptsächlich die mittleren und höheren Lagen im Berg- und Hügelland, allerdings ist er bisweilen auch in tieferen Lagen anzutreffen.

## Ernährung
Der Borstenkopfpapagei ist ein äußerst spezialisierter Fruchtfresser. Er ernährt sich fast ausschließlich von einigen Feigenarten. Da er die Feigenreste inklusive der Samen zu Boden fallen lässt, trägt er maßgeblich zur Verbreitung seiner Nahrungspflanzen bei. Es gibt aber auch Berichte, nach denen Blüten und Nektar ebenfalls auf seinem Speiseplan stehen. Diese Ernährungsweise zwingt die Vögel zu einer nomadischen Lebensweise, bei der sie dem Fruchtangebot folgen. Auch die teilweise Federlosigkeit des Gesichts stellt vermutlich eine Anpassung an die Ernährungsweise dar.

## Verhalten und Fortpflanzung
Borstenköpfe leben meistens paarweise oder in kleinen Gruppen von bis zu 20 Tieren. Sie sind tagaktiv und ihre Flugweise zeichnet sich durch das Abwechseln von schnellem Flattern und kurzen Gleitstrecken aus. Über das Paarungsverhalten ist wenig bekannt. Man weiß jedoch, dass die Paarungszeit zumeist mit der Regenzeit zusammenfällt. Borstenköpfe sind Höhlenbrüter und haben ihre Nester daher gewöhnlich in Baumhöhlen. Dort legt das Weibchen in der Regel zwei Eier, die sie alleine über einen Zeitraum von zirka 30 Tagen bebrütet. Das Männchen füttert sie in dieser Zeit. Die frisch geschlüpften Jungen sind zunächst nackt und blind. Sie werden während ihrer etwa zwölfwöchigen Nestlingszeit von beiden Elternteilen aufgezogen.

## Mensch und Borstenköpfe
Die Vernichtung der natürlichen Lebensräume und die Bejagung stellen ein großes Problem für die Borstenköpfe dar. So wird sowohl ihr Fleisch von den Einheimischen gegessen, als auch die roten Schmuckfedern zu hohen Preisen verkauft. Der Handel mit diesen Vögeln ist aufgrund des Washingtoner Artenschutzabkommens verboten. In der Roten Liste des IUCN wird die Art als „gefährdet“ („vulnerable“) geführt. Aufgrund seines unscheinbaren Äußeren und seiner hochspezialisierten Ernährungsweise wird der Borstenkopfpapagei eher selten in zoologischen Gärten gezeigt; in Deutschland nur noch im Weltvogelpark Walsrode. Borstenköpfe können in Gefangenschaft ein Alter von bis zu 40 Jahren erreichen.